# Даниїл (Кудибин)
Єпископ Даниїл (Монах Даниїл Іванович (за паспортом; нар. 12 серпня 1980, с. Солуків Долинського району Івано-Франківської області) — архієпископ УПЦ Київського патріархату із 17 грудня 2019 року.

## Життєпис
30 рудня 1999 року єпископом Івано-Франківським і Галицьким Іоасафом (Василиківим) пострижений у монашество з іменем Даниїл на честь пророка Даниїла (30 грудня).
8 травня 2001 року єпископом Івано-Франківським і Галицьким Іоасафом (Василиківим) висвячений у сан ієромонаха.
Ніс послух ризничного, регента та екскурсовода у Манявському монастирі.
У 2002–2005 роках намісник Угорницького Спасо-Преображенського монастиря УАПЦ.
У 2006 році служив у Андріївській церкві м. Києва.
22 серпня 2011 року призначений настоятелем Свято-Михайлівського Долинського чоловічого Скита, Хресто-Воздвиженського Манявського чоловічого монастиря УПЦ КП.
З вересня 2017 року настоятель Свято-Духівського чоловічого монастиря УПЦ КП в м. Кривий ріг.
17 грудня 2019 — Патріарх Філарет у співслужінні з митрополитом Білгородським і Обоянським Іоасафом, єпископом Переяславським і Білоцерківським Андрієм та єпископом Сумським і Охтирським Никодимом звершив хіротонію архімандрита Даниїла на єпископа Дніпровського і Криворізького .

## Освіта
- Івано-Франківська духовна семінарія (2004);
- Криворізький інститут МАУП ім. Петра Калнишевського (2014 — бакалавр, спеціальність «практична психологія»; 2017 — спеціаліст, спеціальність «психологія»).